# Rhein-Sieg-Forum

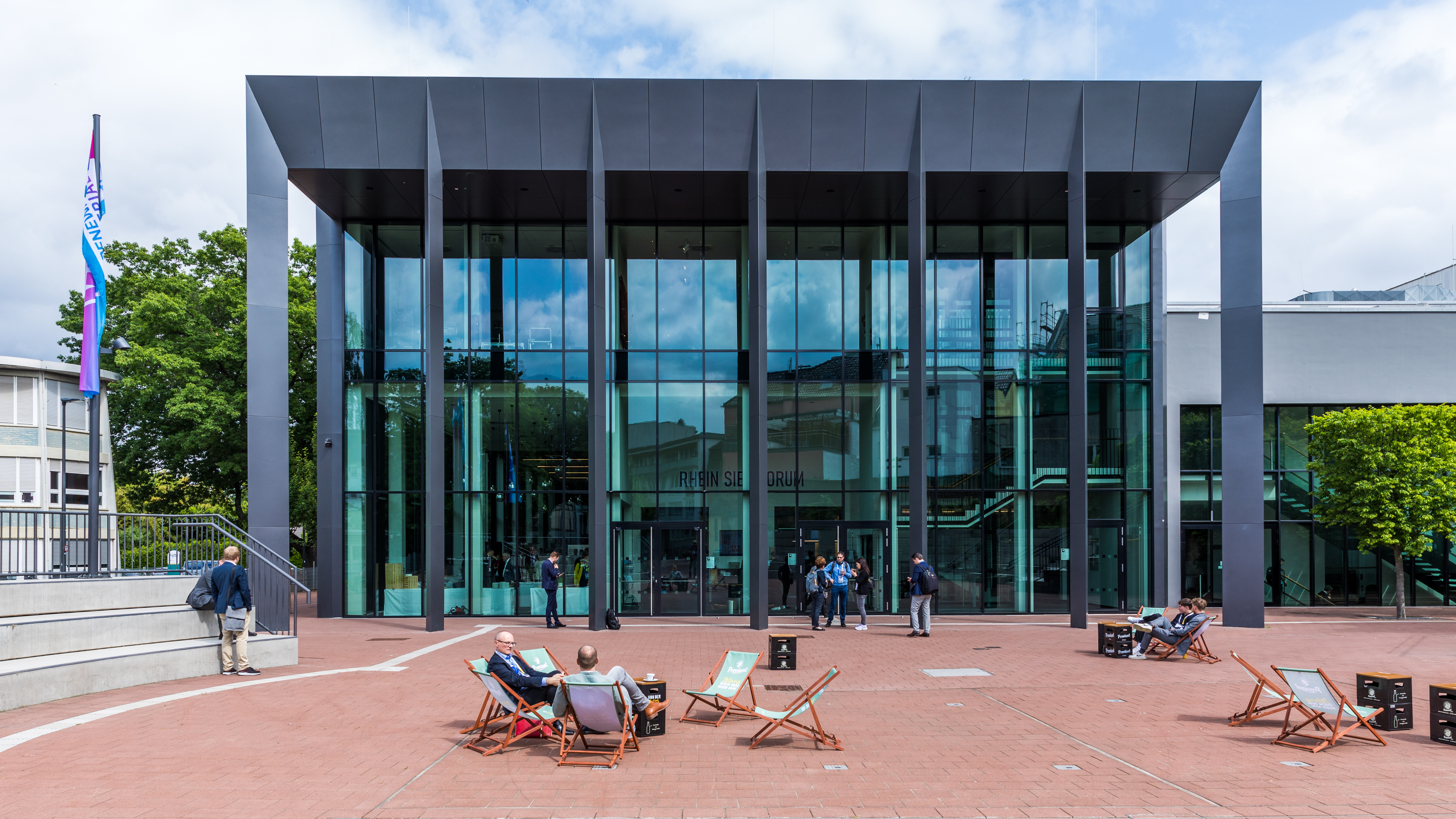
Rhein-Sieg-Forum, 2023

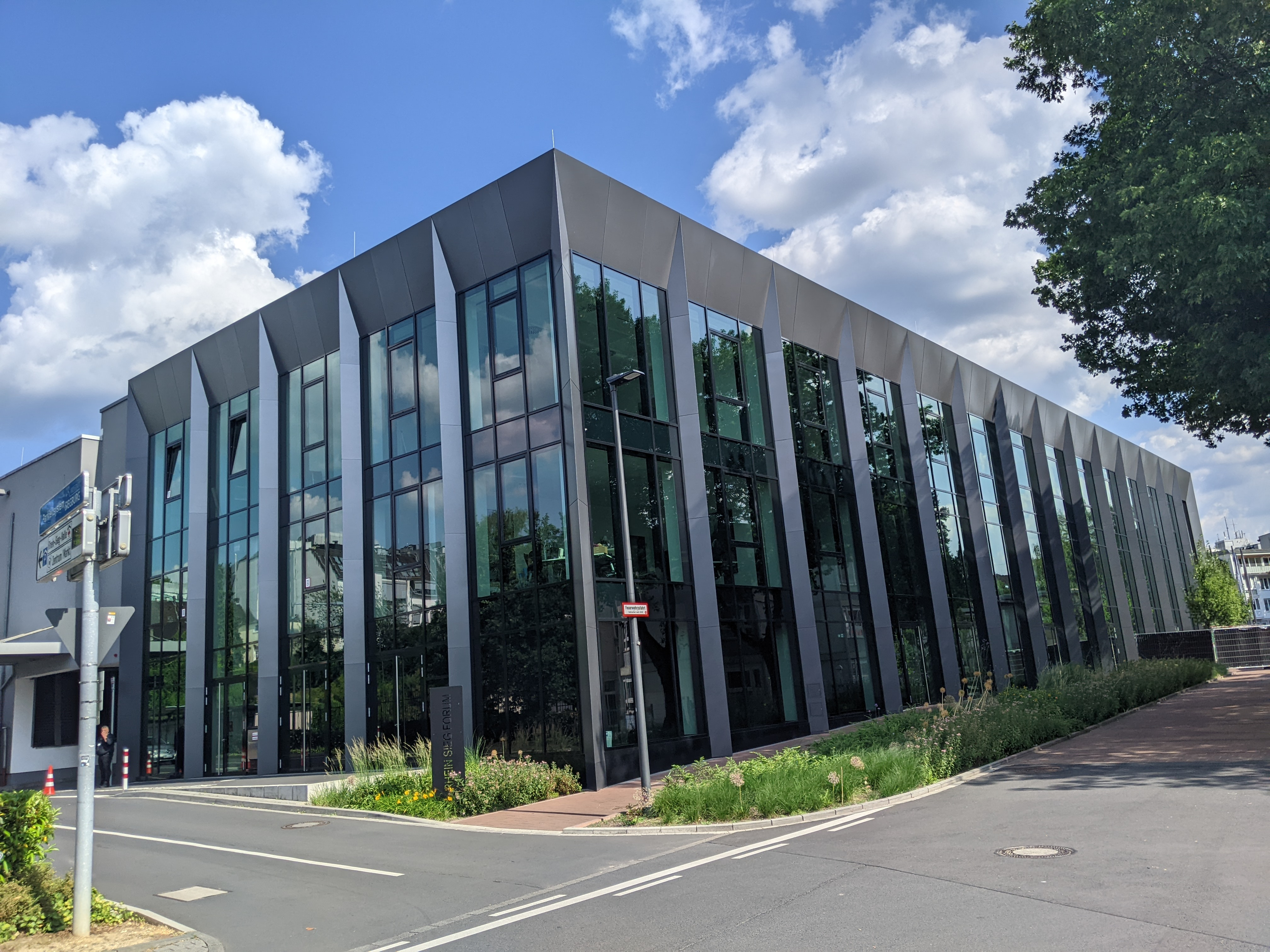
Rhein-Sieg-Forum, 2023

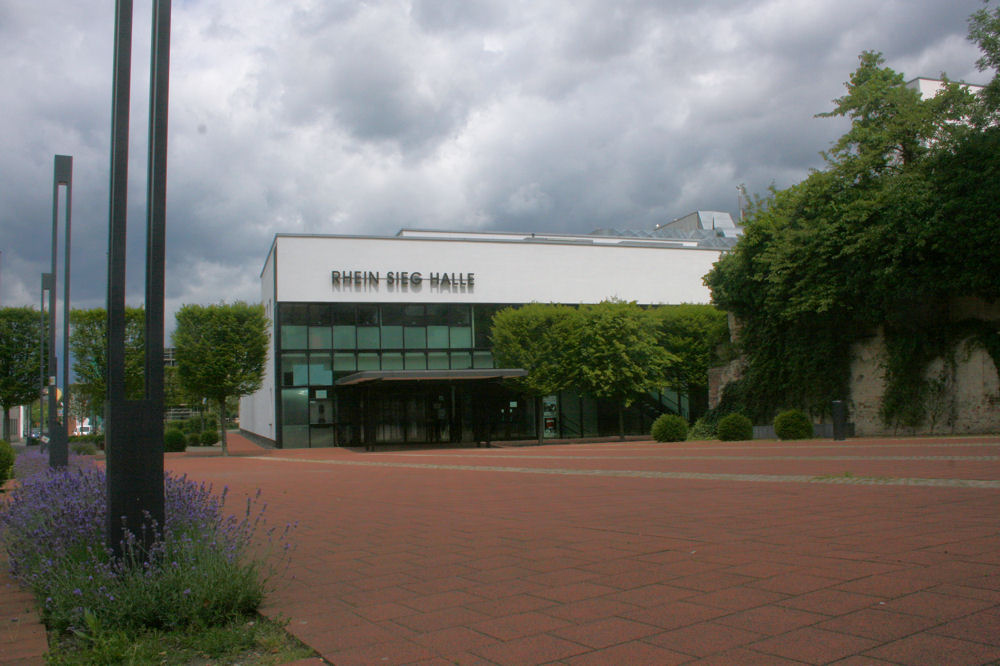
Die ursprüngliche „Rhein-Sieg-Halle“

Das Rhein-Sieg-Forum (Eigenschreibweise RHEIN SIEG FORUM, bis Juni 2021: Rhein-Sieg-Halle) ist eine Veranstaltungshalle in Siegburg zwischen der Bachstraße und der Ringstraße. Sie ist mit 3.000 qm Fläche der größte Schauplatz für Tagungen und Kultur zwischen Köln und Bonn.

## Beschreibung
Die von dem Architekten Wolfgang Amsoneit entworfene Halle wurde von der Stadtentwicklungsgesellschaft Siegburg mbH errichtet und am 2. September 2006 als „Rhein-Sieg-Halle“ eröffnet. Der große Saal verfügt bei Reihenbestuhlung über eine Kapazität von 1425 Personen. Seit dem 1. August 2013 wird die Halle von der Stadtbetriebe Siegburg AöR bewirtschaftet.

## Erweiterung
Seit 2020 wurde ein Erweiterungsbau errichtet mit 400 m² Konferenzräumen, einem um 550 m² erweiterten Foyer und einem davon abtrennbaren kleinen Saal mit 370 m². Mit der Einweihung am 19. Juni 2021 wurde die Rhein-Sieg-Halle in Rhein-Sieg-Forum umbenannt.
Zeitgleich wurde auch der vorgelagerte Platz vor dem Rhein-Sieg-Forum umgestaltet, sodass dort auch Open-Air-Veranstaltungen möglich wären. Dabei erhielt er auch einen offiziellen Straßennamen und heißt fortan „Platz der Begegnung“.